# New Topographics: Photographs of a Man-Altered Landscape
New Topographics: Photographs of a Man-Altered Landscape è una mostra curata da William Jenkins presso la George Eastman House di Rochester, New York, nel gennaio del 1975. Per New Topographics William Jenkins selezionò dieci giovani fotografi, otto statunitensi, Robert Adams, Lewis Baltz, Joe Deal, Frank Gohlke, Nicholas Nixon, John Schott, Stephen Shore e Henry Wessel, Jr., e i due coniugi tedeschi Bernd e Hilla Becher. Ogni fotografo presentò dieci stampe. Tutti a parte Stephen Shore lavorarono in bianco e nero.
La mostra costituì un momento importante nella storia della fotografia segnalando e allo stesso tempo favorendo un diverso approccio, più distaccato e meno spettacolare, alla rappresentazione del paesaggio, sia negli Stati Uniti che in Europa, fino a quegli anni dominato dal lirismo di artisti come Ansel Adams, Minor White e Paul Caponigro, tendenti alla celebrazione di una natura non violata dall'uomo, capace di veicolare significati simbolici o metafisici. All'origine del cambiamento Jenkins riconosceva una matrice concettuale, già evidenziatasi nei lavori di Edward Ruscha e Dan Graham.
Dal 1975 i fotografi di "New Topographics" hanno influenzato la pratica fotografica riguardante il paesaggio in tutto il globo; due dei fotografi presenti alla mostra (Lewis Baltz e Frank Gohlke) furono chiamati dal governo francese a partecipare alla Mission photographique de la DATAR.
La mostra venne in seguito riproposta, grazie a una rinnovata attenzione critica all'evento e alle sue conseguenze, nel 1981 presso la Arnolfini Gallery di Bristol, UK, a cura di Paul Graham e Jem Southam, e dal 2009 ripresentata, come mostra itinerante con tappe in America e in Europa, in collaborazione tra il Center for Creative Photography di Tucson e la George Eastman House di Rochester.